# Deslizamiento bacterial
El deslizamiento bacterial es un proceso mediante el cual una bacteria puede moverse por sus propios medios. Este proceso se da entre bacterias filogenéticamente diversas y no implica la utilización de flagelos, que es el medio más común de la movilidad en las bacterias. Para muchas bacterias, el mecanismo de deslizamiento es desconocido, o sólo parcialmente conocido, y parece probable que, de hecho, se utilizan diferentes mecanismos para lograr el deslizamiento. El deslizamiento es prominente en cianobacterias, mixobacterias y flavobacterias.
La bacteria Myxococcus xanthus presenta dos tipos de sistemas de movilidad: la movilidad S, que implica la extensión y retracción de los pili de tipo IV, y la movilidad A, que envuelve la adhesión transitoria de complejos que permanecen en posiciones fijas relativas al sustrato mientras la célula se mueve hacia delante. Los complejos se ensamblan en extremo anterior de la célula y se dispersan en el extremo posterior. Cuando la célula invierte el sentido de movimiento, los dos extremos intercambian su operación.
Las mixobacterias se deslizan sobre superficies dejando un rastro mucoso a su paso. Se sabía que este «moco» actuaba lubricante, pero hasta hace poco no se podía explicar cómo se generaba la fuerza para el movimiento. Recientemente, se ha descubierto que las bacterias se propulsan expulsando el moco a presión a través de unas boquillas, a modo de cohetes. Las mixobacterias presentan unas 250 boquillas situadas en cada extremo y expulsando moco por un conjunto de ellas pueden deslizarse hacia adelante o hacia atrás a una velocidad máxima de 10 µm por minuto.